# Leptoneta monodactyla
Leptoneta monodactyla là một loài nhện trong họ Leptonetidae.
Loài này thuộc chi Leptoneta. Leptoneta monodactyla được miêu tả năm 1984 bởi Yin, Wang & Wang.